# Christian Díaz
Christian Díaz Rodríguez (Las Palmas de Gran Canaria, 23 marzo 1992) è un cestista spagnolo.

## Palmarès
- Copa Princesa de Asturias: 1

Breogán: 2018